# 최민구
최민구(1992년 3월 17일 ~ )는 삼성 라이온즈의 전 야구 선수다.

## 출신 학교
- 칠성초등학교
- 대구중학교
- 상원고등학교
- 영남대학교

## 같이 보기
- 2015년 삼성 라이온즈 시즌